# Noddy (Enid Blyton)
Noddy è un personaggio immaginario creato da Enid Blyton, e pubblicato tra il 1949 e il 1963 in alcuni libri illustrati dall'artista Harmsen van der Beek dal 1949 fino alla sua morte nel 1953, e poi da Peter Wienk. Spettacoli televisivi basati sul personaggio sono in onda sulla televisione britannica dal 1955.

## Personaggio
È uno gnomo di legno che vive da solo nella sua piccola casa-per-uno a Giocattolandia.
Il primo libro spiega le origini di Noddy. Fu scolpito da un falegname, però scappò quando egli iniziò a fabbricare un leone di legno, del quale Noddy aveva paura. Comincia così a vagabondare nei boschi, senza vestiti né soldi né casa, ed incontra Barbaneve, un amichevole folletto.
Barbaneve capisce che Noddy è un giocattolo e lo porta a vivere a Toyland. Da' dei vestiti e compra una casetta da costruirsi da sé a Noddy. Mentre Nodo è abbastanza contento di essere un giocattolo, i cittadini di Toyland non sono sicuri che lo sia. Allora mettono Noddy sotto processo e controllano se sia un gioco o un ornamento. In seguito Noddy è dichiarato un giocattolo, ma deve ancora convincere la corte che è un giocattolo buono. Il giudice accetta che è buono dopo che una bambola racconta alla corte che Noddy ha salvato la sua bambina da un leone; quindi può restare a Giocattolandia. Poi egli prende un'automobile tra dei libri. La macchina gli è regalata dopo che egli ha aiutato a risolvere un mistero locale.
Noddy ama trasportare i suoi piccoli amici per Giocattolandia nel suo piccolo taxi rosso e giallo. Gli altri giocattoli lo sentono arrivare dal suono del suo clacson e dallo scampanellio del suo berretto blu. Spesso usa la sua macchinina per visitare tutti i posti di Toytown. Quando col taxi gli affari non vanno bene, o quando ha bisogno d'aiuto, egli torna da Barbaneve, che gli darà sempre ciò che gli serve. In qualche occasione, Noddy consente alla gente di fargli ciondolare il capo, in cambio di piccole cose, come il suo latte del mattino.
Il compagno fedele di Noddy è l'esuberante Bumpy Dog. Bumpy lo accompagna in quasi tutte le sue avventure.
Noddy è gentile ed onesto, ma spesso finisce nei guai, sia per incomprensioni sia perché qualcuno (di solito i perfidi goblin Dritto e Gobbo) gli giocano brutti scherzi.
È molto ingenuo nel comprendere il mondo e spesso diventa confuso. Con il prosieguo della storia, egli diventa più saggio, ma senza perdere la sua amorevole simpatica ingenuità.
I migliori amici di Noddy sono Barbaneve, Tessie Bear, Bumpy Dog e i Tubby Bears. Tessie è un'affettuosa orsa che spesso indossa un berretto con fiori e una gonna; è molto gentile ed amorevole con tutti i suoi amici e i vicini. Tessie ha un cane, Bumpy, che ama zompare sulle persone. Noddy spesso si annoia con Bumpy però ancora gli è simpatico. Tutte le volte che Noddy minaccia Bumpy, Tessie si allarma, e talvolta piange.
Gli orsi Tubby abitano alla porta accanto a quella di Noddy. Il signore e la signora Tubby frequentemente aiutano Noddy.
Essi sono i superiori di Noddy, come se fosse un bambino. I nomi dei Tubby non sono mai menzionati, e Noddy si riferisce a loro soltanto come Mr. e Mrs. Essi hanno un figlio, Tubby, a volte chiamato Master Tubby. Egli è un bambino cattivo e spesso nei guai per disubbidire, essere scostumato o per fare sbagli.
In una occasione Tubby si stufa di essere comandato a bacchetta e punito e decide di andarsene al mare. Casualmente Noddy e Bumpy si uniscono a lui. Alla fine del viaggio, a Tubby mancano i genitori e quindi porta loro dei regali per scusarsi.
Noddy ha molte liti con il mister Plod, il poliziotto locale. Alcune sono causate dal non capire come funzioni Toyland, altre volte da un'identità falsa. Mentre mr Plod è generalmente molto tollerante con Noddy e frequentemente a modo suo lo aiuta. Mr Plod spesso cattura i malviventi sulla sua bici della polizia, con il suo fischietto e gridando “Alt, nel nome di Plod!!”, prima di rinchiudere i colpevoli in prigione.

## Comprimari
Oltre a Noddy gli altri personaggi sono:
- Barbaneve: uno gnomo che aiuta sempre Noddy
- Plod: il poliziotto di Giocattolandia
- Sr. Beetles: uno scarafaggio
- Jumbo: un elefante
- Dondolino: uno gnomo che dondola sempre
- Dritto e Gobbo: due goblin malvagi
- Famiglia Birillo: una famiglia di birilli di legno
- Scimmiottina: una scimmia di pezza un po' dispettosa
- Bambolina: una bambolina di colore
- Rosagatta: la gelataia di Giocattolandia
- Ortensia: un'orsetta molto dolce
- Orsetto: un orsetto dispettoso
- Bumpy: il cane di Ortensia

## Storia editoriale
I primi libri di Noddy sono reperibili; il numero totale è difficile da calcolare: la Noddy Library, di 24 titoli, era soltanto una parte di una grande produzione degli anni 1950.
Grandi sono le vendite dei libri di Noddy, circa 600.000 all'anno solo in Francia, con popolarità crescente anche in India. Il personaggio di Noddy è proprietà di Chorion.
In italiano sono stati editi da Mursia editore.
Elenco
1. Noddy Goes to Toyland (1949) illustratore Beek edizione italiana Noddy nella città dei balocchi editrice Mursia ISBN 9788842508175
2. Hurrah for Little Noddy (1950) editrice Mursia ISBN 9788842508212
3. Noddy and His Car (1951) Noddy e la sua auto editore Mursia ISBN 9788842508199
4. Here Comes Noddy Again! (1951) Noddy ritorna editore Mursia ISBN 9788842508205
5. Well Done Noddy! (1952)
6. Noddy Goes to School  (1952) Noddy va a scuola editore Mursia ISBN 9788842508229
7. Noddy at the Seaside (1953)
8. Noddy Gets into Trouble (1954)
9. Noddy and the Magic Rubber (1954)
10. You Funny Little Noddy (1955)
11. Noddy Meets Father Christmas (1955)
12. Noddy and Tessie Bear (1956)
13. Be Brave, Little Noddy! (1956)
14. Noddy and the Bumpy-Dog (1957)
15. Do Look Out, Noddy (1957)
16. You're a Good Friend, Noddy (1958)
17. Noddy Has an Adventure (1958)
18. Noddy Goes to Sea (1959)
19. Noddy and the Bunkey (1959)
20. Cheer Up, Little Noddy! (1960)
21. Noddy Goes to the Fair (1960)
22. Mr. Plod and Little Noddy (1961)
23. Noddy and the Tootles (1962)
24. Noddy and the Aeroplane (1963)

## Televisione
Serie televisive
I libri riguardanti il personaggio di Noddy hanno subito svariati adattamenti televisivi, trasmessi in 115 Paesi tra Europa, Africa, Nord America, Australia, Medio Oriente e Asia. Quest'ultimi sono adatti ad un pubblico prescolare.
- La prima serie The Adventures of Noddy fu realizzata in bianco e nero con le marionette e trasmessa nel 1955 su ATV.
- La seconda serie "Noddy" fu prodotta dalla Stop Frame Productions e trasmessa nel 1975 sulla ITV.
- La terza serie si chiama "Le avventure di Noddy" (Noddy's Toyland Adventures) ed è prodotto dalla Cosgrove Hall Films e dalla BBC. Esso si articola su quattro stagioni con 53 puntate complessive di 10 minuti trasmesse dal 1992 al 2000. In Italia, il programma arrivò nel dicembre 1995, sull'emittente Italia 1 con la sigla iniziale cantata da Cristina D'Avena. Successivamente, approdò nel 2000 anche su Rai Tre e RaiSat Ragazzi ma con un cast differente e le sigle originali in inglese.
- Nel 2002, è stata realizzata una quarta serie conosciuta come "Largo a Noddy" (Make Way for Noddy), prodotta dalla Chorion e trasmessa sul canale britannico Channel 5. In Italia, il programma è arrivato su Rai YoYo.
- Nel 2009, è stata realizzata una quinta serie conosciuta come "Noddy a Giocattolandia" (Noddy in Toyland) prodotta sempre dalla Chorion e dalla Brown Bag Films e trasmessa in Italia sempre su Rai Yoyo.
- Infine, nel 2016, è uscita una sesta serie di nome "Noddy Toyland Detective" e trasmessa in Italia sempre su Rai YoYo.

Cortometraggi
- Nel 1963 venne realizzato dalle opere di Arthur Humberstone Films un cortometraggio animato in 2D intitolato Noddy Goes to Toyland.
- Nel 1983 venne prodotto dalle opere di Martin Cheek e FilmFair un episodio pilota in stop motion intitolato The Great Car Race, destinato alla serie animata mai realizzata The Further Adventures of Noddy, e successivamente distribuito nel 1987 sulla VHS NSPCC Children's TV Favourites.[1]